# Albion (Illinois)
Albion és una població dels Estats Units a l'estat d'Illinois. Segons el cens del 2000 tenia 1.933 habitants.

## Demografia
Segons el cens del 2000, Albion tenia 1.933 habitants, 861 habitatges, i 538 famílies. La densitat de població era de 348,8 habitants/km².
Dels 861 habitatges en un 26,7% hi vivien nens de menys de 18 anys, en un 51,5% hi vivien parelles casades, en un 9,5% dones solteres, i en un 37,4% no eren unitats familiars. En el 34,5% dels habitatges hi vivien persones soles el 19,4% de les quals corresponia a persones de 65 anys o més que vivien soles. El nombre mitjà de persones vivint en cada habitatge era de 2,2 i el nombre mitjà de persones que vivien en cada família era de 2,82.
Per edats la població es repartia de la següent manera: un 21,6% tenia menys de 18 anys, un 7,3% entre 18 i 24, un 24% entre 25 i 44, un 22,8% de 45 a 60 i un 24,3% 65 anys o més.
L'edat mediana era de 43 anys. Per cada 100 dones de 18 o més anys hi havia 80,3 homes.
La renda mediana per habitatge era de 29.476 $ i la renda mediana per família de 36.917 $. Els homes tenien una renda mediana de 26.182 $ mentre que les dones 17.375 $. La renda per capita de la població era de 14.747 $. Aproximadament el 8,6% de les famílies i el 12,2% de la població estaven per davall del llindar de pobresa.

## Poblacions més properes
El següent diagrama mostra les poblacions més properes.